# (7136) Yokohasuo
(7136) Yokohasuo – planetoida z grupy pasa głównego asteroid okrążająca Słońce w ciągu 4 lat i 66 dni w średniej odległości 2,59 j.a. Została odkryta 14 listopada 1993 roku w obserwatorium w Fujieda przez Hitoshiego Shiozawę i Takeshiego Uratę. Nazwa planetoidy pochodzi od Yoko Hasuo (ur. 1952), żony japońskiego astronoma amatora Ryuichi Hasuo. Przed nadaniem nazwy planetoida nosiła oznaczenie tymczasowe (7136) 1993 VK2.